# Monetazione greca antica
La monetazione greca antica denota le monete coniate nella civiltà greca. Lo studio di queste monete è detto numismatica greca.
| Dracme di argento | Dracme di argento    | Dracme di argento      | Dracme di argento |
| Immagine          | Denominazione        | Valore monetario       | Peso              |
| ----------------- | -------------------- | ---------------------- | ----------------- |
|                   | Decadracma           | 10 dracme              | 43 grammi         |
|                   | Tetradracma          | 4 dracme               | 17,2 grammi       |
|                   | Didracma (statere)   | 2 dracme               | 8,6 grammi        |
|                   | Dracma               | 6 oboli                | 4,3 grammi        |
|                   | Tetrobolo            | 4 oboli                | 2,85 grammi       |
|                   | Triobolo (emidracma) | 3 oboli (mezza dracma) | 2,15 grammi       |
|                   | Diobolo              | 2 oboli                | 1,43 grammi       |
|                   | Obolo                | 4 tetartemori          | 0.72 grammi       |
|                   | Tritartemorio        | 3 tetartemori          | 0,54 grammi       |
|                   | Emiobolo             | 2 tetartemori          | 0,36 grammi       |
|                   | Triemitetartemorio   | 1,5 tetartemori        | 0,27 grammi       |
|                   | Tetartemorio         | 1⁄4 obolo              | 0,18 grammi       |
|                   | Emitetartemorio      | 1⁄2 tetartemorio       | 0,09 grammi       |

## Rapporto tra pesi e monete

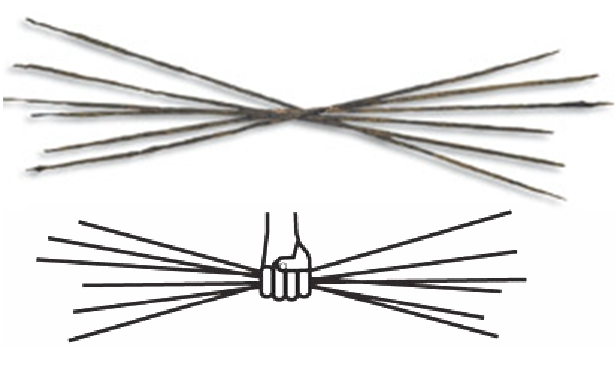
Una dracma, in origine una "manciata" di sei oboli (spiedi di ferro), come rinvenuta nell'Heraion di Argo, oggi al Museo numismatico di Atene

In origine, la dracma era un'unità di peso. Essa corrispondeva a una "manciata" di sei oboli, ovvero sei spiedi di ferro del peso di 0,72 grammi ciascuno, per un totale di 4,32 grammi.
In seguito, quando a partire dal VI secolo a.C. i greci adottarono la coniazione di monete, poiché queste contenevano un dato quantitativo di metallo prezioso (quasi sempre argento), l'unità di peso fu adattata anche alla valuta. Sussistevano comunque vari sistemi di misure e di conseguenza diversi standard monetari, variabili in base alla polis, ma ben presto si imposero tre standard principali: quello attico di Atene basato sulla dracma da 4,3 grammi, quello di Corinto basato su uno statere di 8,6 grammi (come si vede, uno statere corinzio equivaleva a due dracme attiche) e infine quello di Egina basato su uno statere di 12,2 grammi.
Il rapporto tra unità di peso e unità monetarie nel sistema attico è illustrato nello schema visibile a destra.

## Storia
La moneta fu inventata nel regno di Lidia, nell'attuale Turchia, verso il 620 a.C. (fu inventata anche, più o meno nello stesso periodo, indipendentemente anche in Cina ed in India). Dalla Lidia, la monetazione si diffuse molto rapidamente prima nelle città-stato della Ionia sulle coste del mar Egeo e poi nel resto del mondo greco, che allora si estendeva dal mar Nero alla Sicilia e all'Italia meridionale (Magna Grecia).
Le monete dell'antica Grecia sono considerate tra le più belle e di maggiore contenuto artistico tra tutte quelle prodotte dall'introduzione dell'uso della moneta. Una loro caratteristica comune è quella di essere prodotte con la coniazione al martello; sono inoltre caratterizzate da un elevato rilievo delle immagini raffigurate, spesso frutto del lavoro di grandi artisti, di cui alle volte ci è giunta la firma.
La storia delle monete greche antiche può essere suddivisa, come peraltro la maggior parte delle forme dell'arte greca, in tre periodi: il periodo arcaico, quello classico e quello ellenistico. Il periodo arcaico inizia con l'introduzione della moneta nel mondo greco (ca. 600 a.C.) fino alle guerre persiane (ca. 480 a.C.). Inizia quindi il periodo classico, che termina con le conquiste di Alessandro Magno (ca. 330 a.C.), quando ha inizio il periodo ellenistico, che arriva fino all'assorbimento del mondo greco da parte della Repubblica romana nel I secolo a.C.
Molte città greche, comunque, continuarono a battere moneta propria, per usi locali, anche durante l'alto Impero romano (cosiddetta monetazione provinciale).

### Periodo arcaico
Durante il periodo arcaico le monete erano relativamente grezze rispetto agli standard successivi. Erano principalmente piccole gocce di oro o argento a forma di fagiolo, marcate con un disegno geometrico o con un simbolo che indicava la città di provenienza. Con il miglioramento delle tecniche di produzione, le monete divennero più standardizzate, a forma di piccoli dischi metallici. Divenne abituale l'abitudine di porre una rappresentazione della divinità protettrice della città o animali simbolici come la civetta sacra ad Atena nelle monete ateniesi.
Il mondo greco era diviso in un migliaio di città (πόλεις) indipendenti e la maggior parte di queste emise le proprie monete. Tuttavia per facilitare il commercio tra le città con il tempo le monete furono battute in valori standard, anche se contrassegnate ognuna con i simboli della città che le aveva emesse. La dracma divenne l'unità di scambio più diffusa.
Verso il 510 a.C. Atene iniziò a produrre una moneta da quattro dracme, il tetradracma, che fu usata in tutto il mondo greco e che rifletteva la crescente egemonia di Atene.

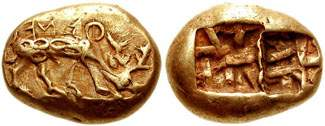
Moneta di elettro da Efeso (620-600 a.C.)
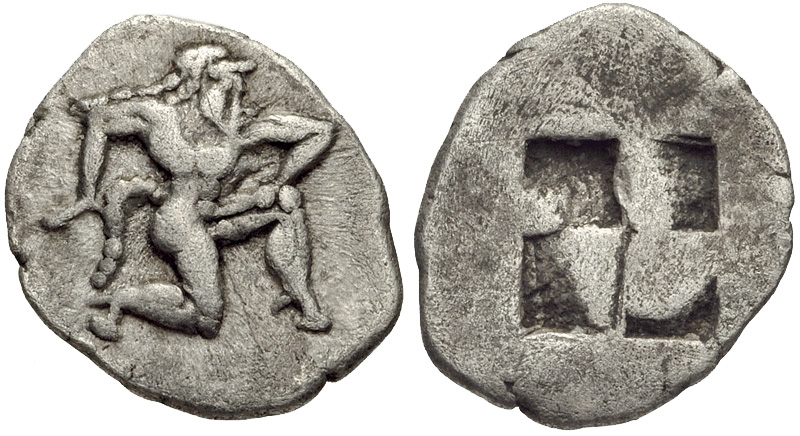
Taso (500-463 a.C.)
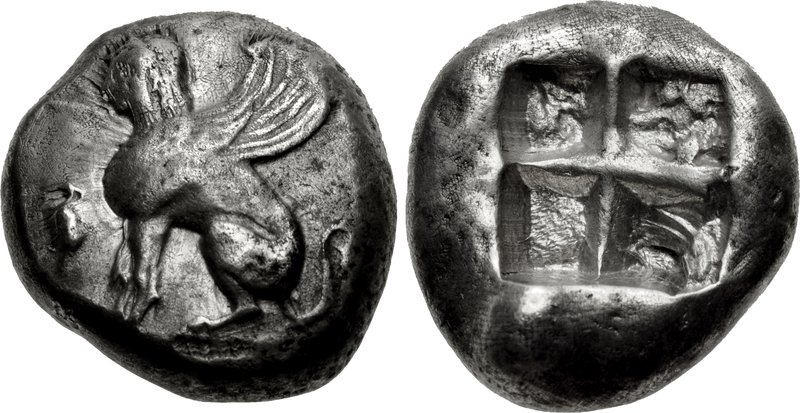
Chio (490-435 a.C.)
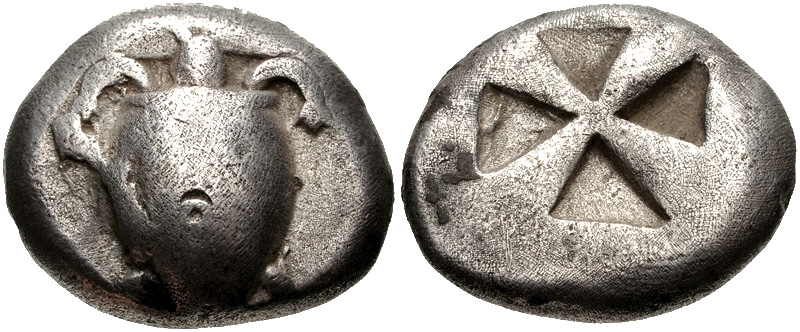
Egina (510-490 a.C.)
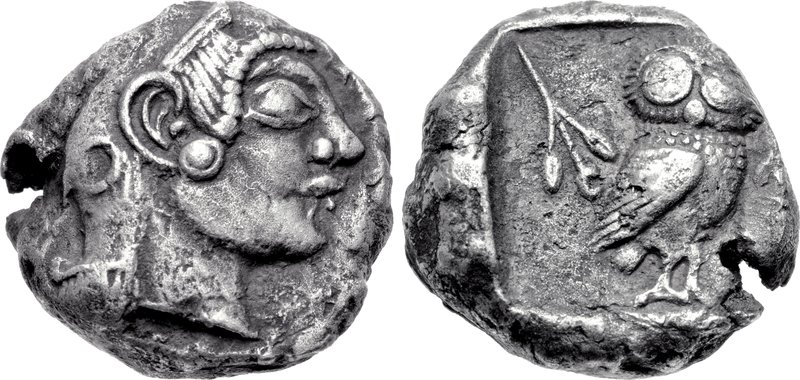
Moneta di Atene (500/490-485 a.C.) rinvenuta a Pushkalavati (attuale Pakistan)

### Periodo classico
Il periodo classico vide la monetazione greca raggiungere un elevato livello di qualità tecnica ed estetica. Le città più grandi ora producevano un'ampia varietà di monete d'argento e d'oro, che per lo più presentavano da una parte il ritratto della divinità protettrice oppure un eroe leggendario e dall'altra un simbolo della città. Alcune monete usavano un'immagine che rappresentava il nome della città: una rosa (rhodon) per Rodi, un granchio (akragas) per Agrigento.
In questo periodo comincia l'uso delle iscrizioni, di solito il nome della città o preferibilmente l'etnico, ovvero il nome degli abitanti, di norma al genitivo plurale (ad esempio ΑΘΕ, ovvero ΑΘΕ[ΝΑΙΩΝ], "degli ateniesi"). Le ricche città della Sicilia greca produssero monete particolarmente belle. I grandi decadracmi (dieci dracme) d'argento di Siracusa sono considerati da molti collezionisti come le più belle monete prodotte nel mondo antico o forse le più belle mai battute in assoluto.
Usare le monete a scopo di propaganda è un'invenzione greca. Le monete sono importanti, durevoli, viaggiano per molti luoghi e sono viste da molte persone. In un'età senza giornali e senza altri mass media, le monete erano il vettore ideale per la diffusione di messaggi politici. La prima di queste monete fu un decadracma commemorativo emesso da Atene in seguito alla vittoria greca nelle guerre persiane. In questa moneta, la civetta di Atene è rappresentata di fronte con le ali distese e con un ramoscello di ulivo. Il messaggio è che Atene è potente e vittoriosa ma allo stesso tempo ama la pace.

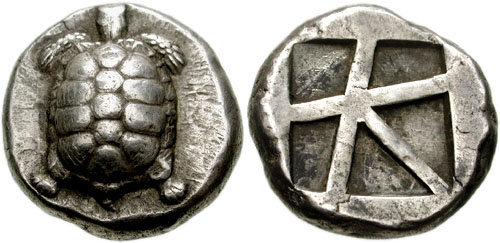
Egina (465/45-431 a.C.)
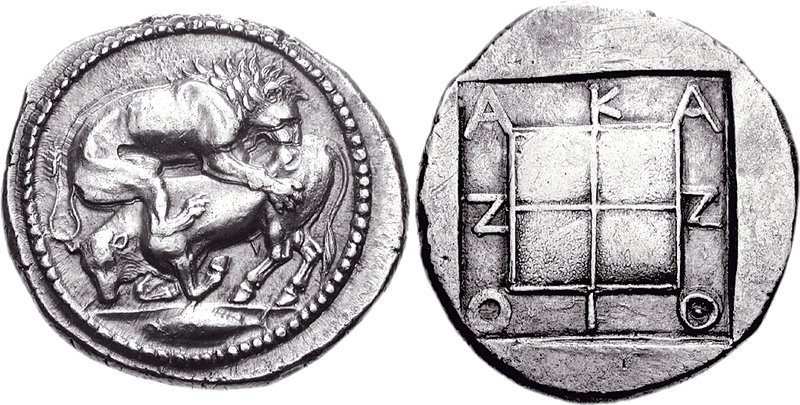
Acanto (470-430 a.C.)
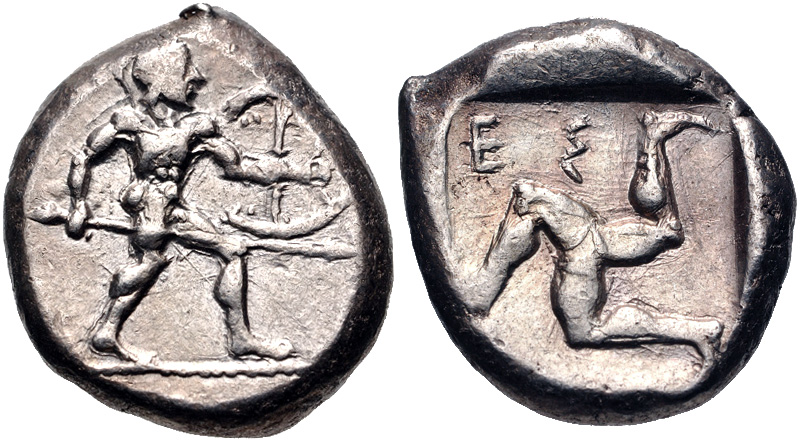
Aspendo (465-430 a.C.)
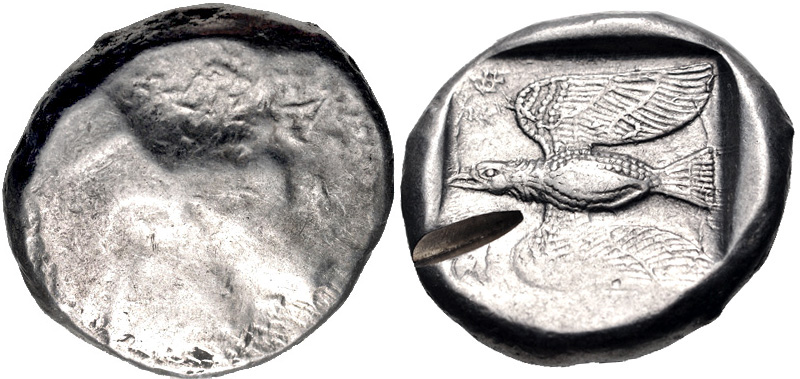
Pafo (ca. 450 a.C.)
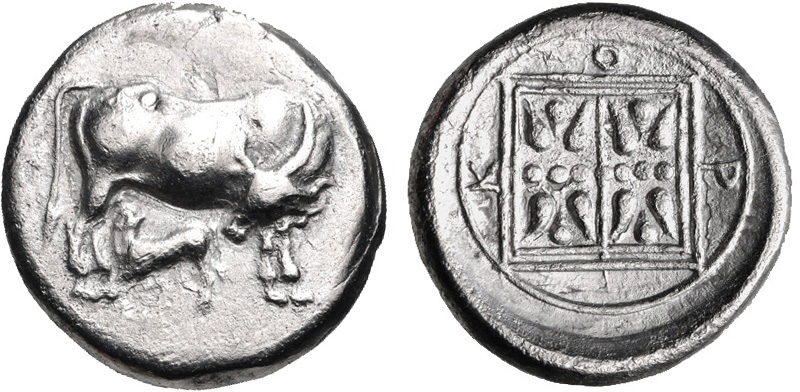
Corcira (350/30-290/70 a.C.)

### Periodo ellenistico

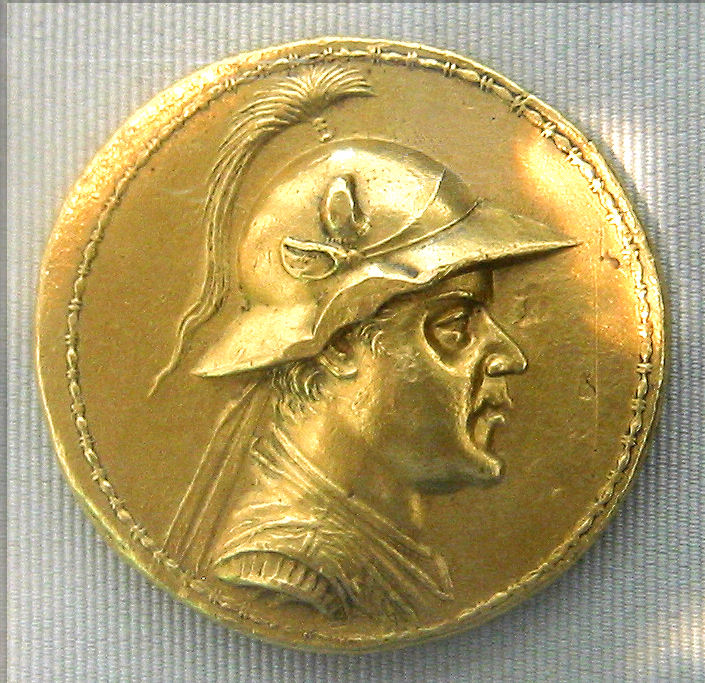
Moneta raffigurante il re greco-battriano Eucratide I. Questa moneta da 20 stateri di oro è la più grande mai coniata nell'antichità.

Il periodo ellenistico fu caratterizzato dalla diffusione della cultura greca in grande parte del mondo allora conosciuto. Regni di lingua greca furono stabiliti in Egitto, Siria e per un certo tempo anche in Iran e nell'attuale Afghanistan. Mercanti greci diffusero le monete greche in questi ampi territori e i nuovi regni iniziarono presto a produrre le loro monete. Poiché questi regni erano molto più grandi e ricchi delle vecchie città-stato del periodo classico, le monete furono prodotte in quantità enormemente maggiori, di maggiori dimensioni e più frequentemente anche in oro. Tuttavia, è stato affermato che spesso mancava il senso estetico delle monete del periodo precedente; mentre, al tempo stesso, alcune delle monete greco-battriane e indo-greche sono state considerate tra i migliori esempi dell'arte numismatica greca, con una "raffinata miscela di realismo e idealizzazione", e includono le più grandi monete emesse nel mondo ellenistico: la più grande moneta d'oro fu battuta da Eucratide (r. 171-145 a.C.) e la più grande moneta d'argento del re indo-greco Aminta Nicatore (r. 95-90 a.C.). Secondo Roger Ling, questi ritratti mostrerebbero "un grado di individualità che non ebbe mai riscontro nelle rappresentazioni spesso insipide dei re loro contemporanei che si trovavano più ad occidente".
La nuova caratteristica più evidente delle monete ellenistiche è l'uso di ritratti di persone viventi, più precisamente dei re stessi. Questa pratica era già iniziata in Sicilia, ma era stata disapprovata dagli altri greci perché era segno di hybris (tracotanza). Ma i Tolomei dell'Egitto ed i Seleucidi della Siria non avevano questo tipo di scrupoli ed emisero magnifiche monete d'oro ornate con i loro ritratti e con i simboli del loro Stato sul rovescio. Anche i nomi dei re furono frequentemente scritti sulle monete, di norma al genitivo. Questa prassi ha fissato uno schema che, attraverso la monetazione romana, è stato poi tramandato all'intera civiltà occidentale: al diritto il ritratto del re, in genere di profilo e in posa eroica, con il suo nome; al rovescio lo stemma dello Stato o altri simboli.

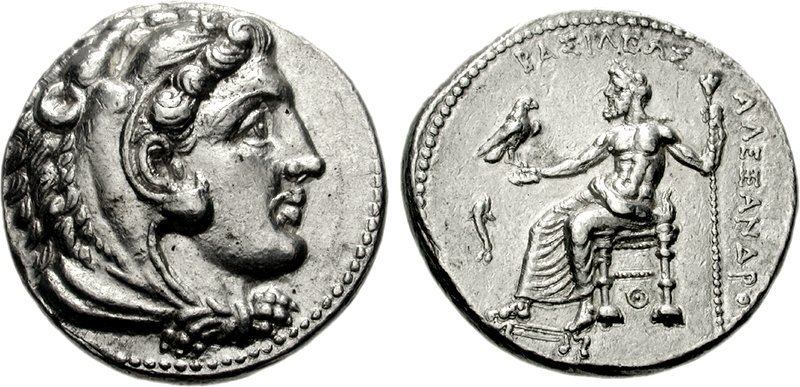
Moneta di Alessandro Magno (323 a.C.), con Eracle al diritto e Zeus al rovescio
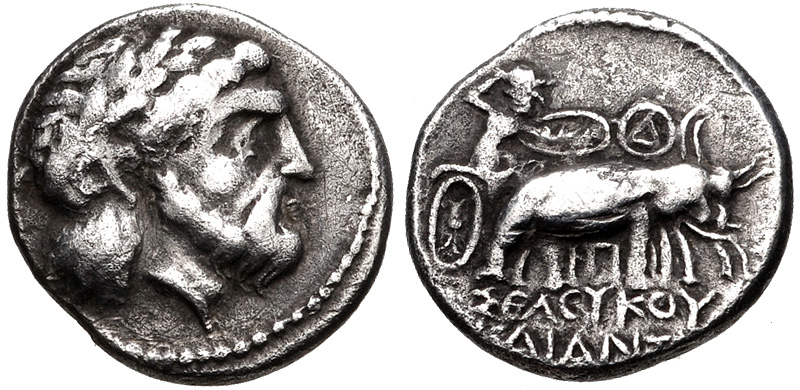
Moneta seleucide di Seleuco I (312-281 a.C.)
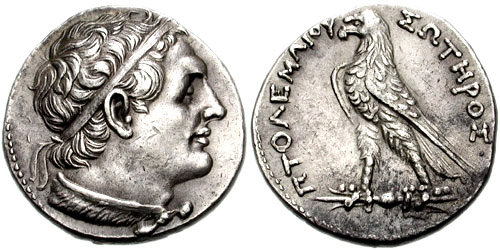
Moneta tolemaica di Tolomeo IV (221-205 a.C.)
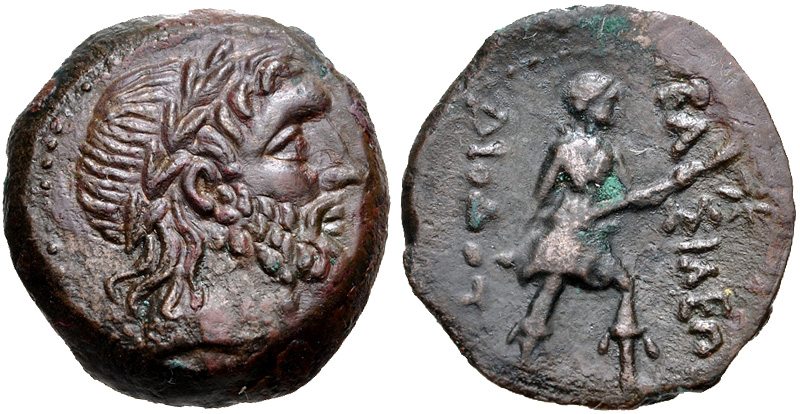
Moneta greco-battriana di Diodoto II (235-225 a.C.)
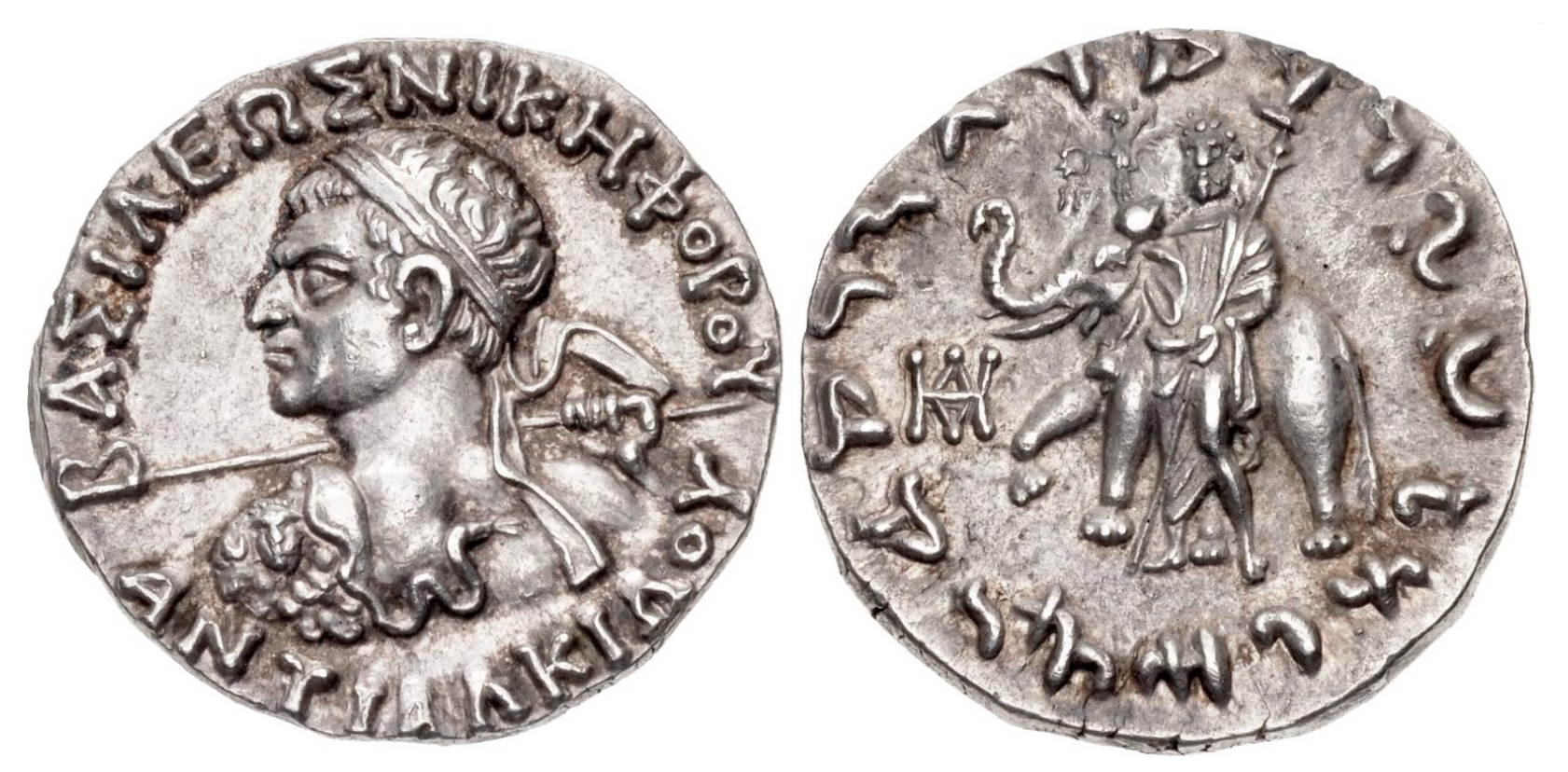
Moneta indo-greca di Antialcida (105-95 a.C.)

## La moneta come entità economica e culturale

### Monetazione fiduciaria
Agli inizi del IV secolo a.C. il valore della moneta era dato esclusivamente dal valore del metallo prezioso (oro o argento) che la costituiva. L'uso delle monete d'argento poneva grandi limiti nel commercio minuto, quello di tutti i giorni.
Le monete fuse di bronzo o rame, utilizzate in Italia centrale prevalentemente dalle popolazioni italiche (aes grave), d'altronde avevano il grande svantaggio di essere troppo pesanti per essere realmente pratiche e inoltre, date le dimensioni, non potevano essere battute al martello, facilitando così l'opera dei falsari.
Le città greche, probabilmente Siracusa, cominciarono ad emettete per il commercio locale monete di bronzo il cui valore non era più legato al contenuto metallico della moneta, ma assicurato dal buon nome della città-stato.

### La moneta come simbolo dellapolis
Ogni moneta della rispettiva polis presentava un proprio simbolo o emblema, che rappresentava la città-Stato stessa e ne promuoveva il prestigio: sono celebri i casi delle monete di Corinto e di Atene, che riportavano rispettivamente Pegaso e la civetta di Atena, tanto che le monete stesse erano indicate rispettivamente come puledri e civette.
Altri esempi sono le monete di: Efeso, con l'ape sacra ad Artemide; Eraclea, con Eracle; Gela, con la divinità dell'omonimo fiume, un toro con volto di uomo; Cnosso, con il labirinto; Tebe, con lo scudo beotico.

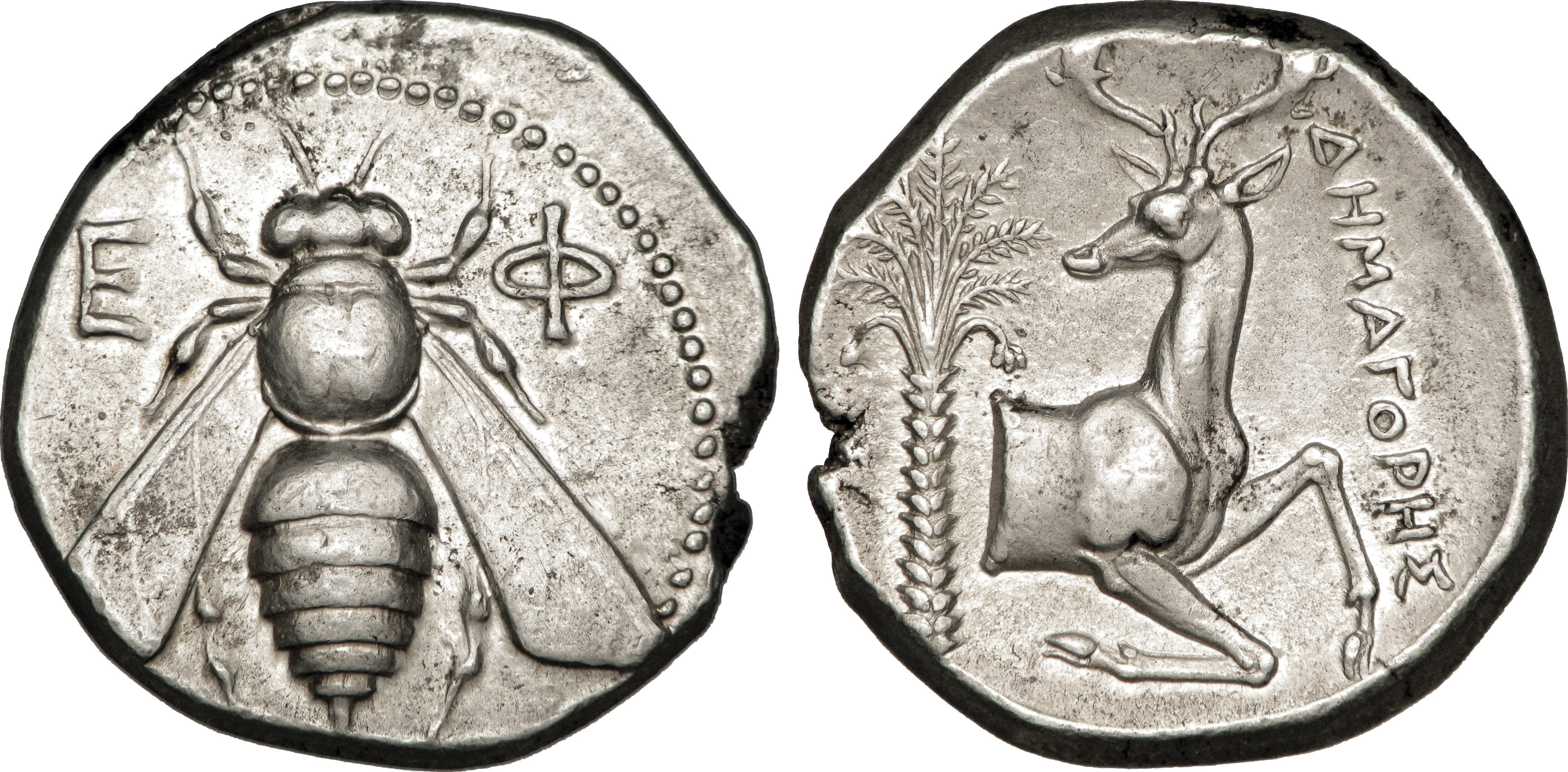
Efeso
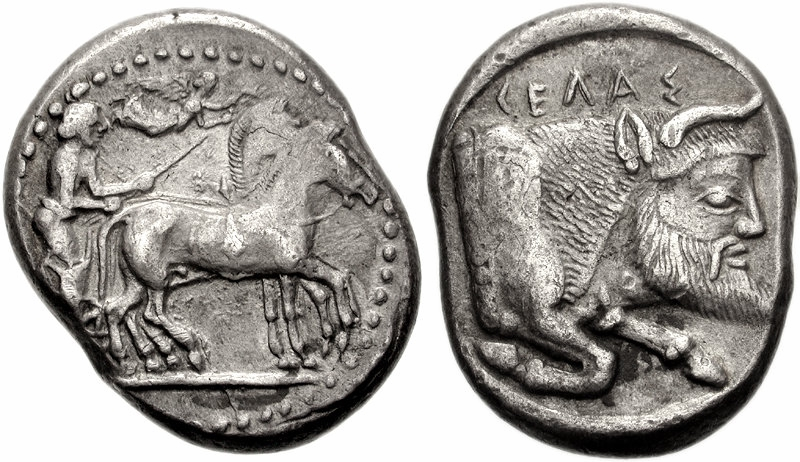
Gela
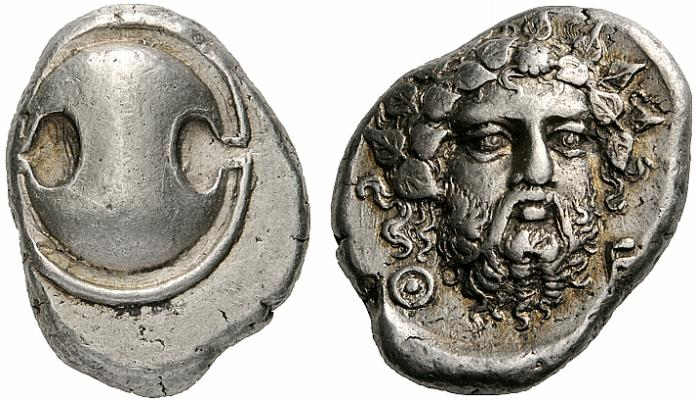
Tebe

Casi particolari sono quelli di emblemi giocati su una paronomasia tra il nome della polis e il simbolo scelto.

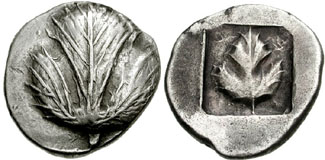
Didracma di Selinunte (Σελινοῦς) con sedano (σέλινον)
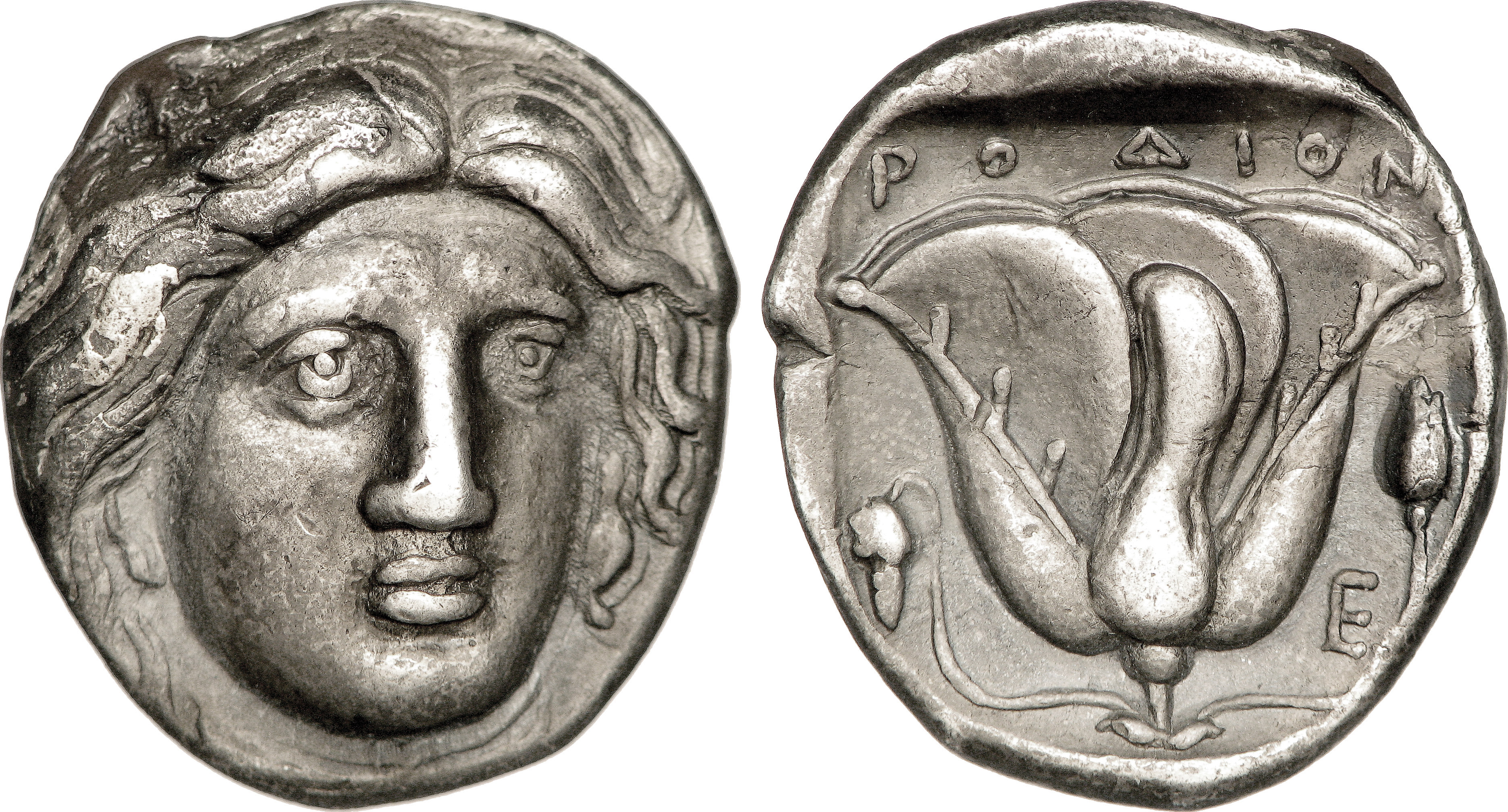
Tetradracma di Rodi (Ῥόδος) con rosa (ῥοδον)
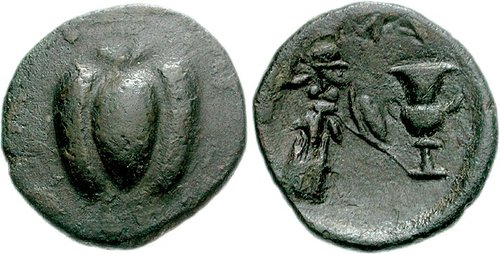
Statere di Melo (Μῆλος) con mela (μῆλον)

## La moneta come oggetto
Per quanto riguarda i materiali, le monete d'oro avevano come unità monetaria lo statere, del peso di circa 8,7 g. Per le monete di valore inferiore, invece, veniva impiegato l'argento, con un rapporto di 1:10 con l'oro.
Il riferimento per le monete d'argento era la dracma. Due dracme in equilibrio su una bilancia rappresentano uno statere (il termine statere, infatti, viene anche utilizzato per indicare un tipo di bilancia). Dato il rapporto tra oro e argento, uno statere d'oro equivaleva a 20 dracme d'argento.
Un sottomultiplo della dracma era l'obolo, con un rapporto in valore pari ad 1/6. Per quanto riguarda le monete di valore inferiore, queste venivano realizzate in rame, con un'unità monetaria data dalla litra.

### Tecniche di produzione
Tutte le monete greche erano battute al martello. In disegno del dritto e quello del rovescio erano incise (al contrario) in blocchi di ferro detti conii. Un dischetto (tondello) d'oro o d'argento, riscaldato per renderlo malleabile, era sistemato tra questi due blocchi. Il conio superiore veniva colpito con forza con un martello ed imprimeva così l'immagine su entrambe le facce della moneta. Questa tecnica era abbastanza rozza e produceva quindi un'elevata quantità di insuccessi, cosicché l'alto standard tecnico raggiunto dalle migliori monete greche – la perfetta centratura dell'immagine sul disco metallico, la corretta distribuzione del rilievo su tutta la moneta, la nitidezza del bordo – è una testimonianza del perfezionismo dei greci.

## Classificazione
La monetazione greca è oggetto di studio della numismatica greca. Tuttavia, seguendo tuttora la tradizione inaugurata da Joseph Eckhel sul finire del XVIII secolo, la numismatica greca si occupa in realtà della monetazione dei popoli antichi del Mediterraneo e delle regioni vicine - eccettuata la monetazione romana, oggetto della numismatica romana -, includendo quindi anche svariati popoli non-greci.
Sempre seguendo Eckhel, le monete vengono divise secondo la regione di provenienza: si avranno così monete da Hiberia, Gallia, Britannia, Italia, Sicilia, Grecia, Asia, Africa.

### Sylloge Nummorum Graecorum
A partire dagli anni 1930, nel Regno Unito nacque un progetto della British Academy, denominato Sylloge Nummorum Graecorum, il cui obiettivo è pubblicare cataloghi illustrati delle monete greche nelle collezioni pubbliche e private. Le Sylloge pongono il testo a fronte delle illustrazioni, limitando il testo e dando più ampio spazio alle fotografie. Questo progetto è stato adottato anche da altri Paesi, tra cui l'Italia, che stanno pubblicando le loro collezioni secondo questo schema.